# 宁波奥体中心
宁波奥体中心是一个位于浙江省宁波市江北区的体育场馆建筑群，为宁波市规模最大的体育场馆建筑群。建筑群由体育馆、游泳馆、综合馆，及多功能体育公园构成，占地815亩，同时二期规划建设6万人规模的主体育场。体育中心一期于2014年12月29日开工，2019年7月初试运营，2019年10月19日正式运营。

## 主要设施

### 体育馆
宁波奥体中心体育馆总建筑面积53934平方米，按体育建筑甲级标准建造，可承办大型国内外单项赛事、明星演唱会、企业活动、行业峰会、产品发布会等多类活动，由主馆、副馆、新闻发布厅组成，主馆内场实际使用面积3327.75平方米，设有13000个座位，副馆建筑面积1680.21平方米，内场面积1591平方米，常设2片篮球训练场地，采用无柱式建设理念，可塑性强，全方位满足体育赛事配套需求，也可承接各类中小型音乐演出、论坛沙龙、话剧表演、发布会等活动，新闻发布厅总面积309.69平方米，另设有26个功能用房。

### 游泳馆
宁波奥体中心游泳馆总建筑面积34054.87平方米，按可举办国际单项赛事标准设计，设有比赛池、热身池、儿童池、跳水池，并设有新闻发布厅，比赛池、热身池为50米×25米标准游泳池，儿童池为25米×10米短池，跳水池为25米×25米标准跳水池，新闻发布厅总面积218平方米。

### 综合馆
宁波奥体中心综合馆总建筑面积40109.78平方米，共四层，设有羽毛球、兵乓球、网球、篮球、射击比赛区等场地，服务于全民健身，可满足各类赛事活动需求，其中篮球馆总面积4499平方米，设有6片全场，网球馆总面积2282.6平方米，设有3片网球场，乒乓球馆总面积2015平方米，设有30张乒乓球桌。

### 奥体公园
奥体公园设有塑胶跑道、室外灯光网球场、篮球场等区域，让人们在运动的同时与大自然亲密接触，在亲近自然的同时体会运动的乐趣，除了满足日常运动需求，奥体公园还可开发草坪音乐节、企业趣味运动会、户外拓展等活动及商业链，其中足球场总面积6400平方米，网球场总面积1139平方米，设有2片标准室外网球场，篮球场总面积1116平方米，设有2片标准室外篮球场，慢跑道长1280米，宽4米，标准田径跑道周长为400米。